# Baba-Jaga Chasma
Baba-Jaga Chasma is een kloof op de planeet Venus. Baba-Jaga Chasma werd in 1985 genoemd naar Baba Jaga, een bosheks uit de Slavische mythologie.
De kloof heeft een lengte van 580 kilometer en bevindt zich in het quadrangle Fortuna Tessera (V-2).